# Родригес, Дарио
Окта́вио Дари́о Родри́гес Пе́нья (исп. Octavio Darío Rodríguez Peña; род. 17 сентября 1974, Монтевидео) — уругвайский футболист, левый защитник, долгое время выступал за национальную сборную.

## Биография
Дарио Родригес в детстве играл за школы клубов «Урукан Вильехас», «Хигос-дель-Мар». В 1990—1994 годах выступал за молодёжный состав клуба «Суд Америка». Свой первый профессиональный сезон 1994/95 провёл в этом же клубе, после чего перешёл в мексиканскую «Толуку».
В 1997 году вернулся в Уругвай, в столичный клуб «Белья Виста». Своей игрой привлёк внимание одного из грандов уругвайского футбола — «Пеньяроля» — и уже в 1998 году перешёл к «ауринегрос». Именно будучи игроком «Пеньяроля» Родригес впервые получил вызов сборную Уругвая в 2000 году.
В 2002 году Дарио Родригес принял участие со сборной на чемпионате мира. Уругвайцы не смогли выйти из группы, однако сам Родригес вошёл в историю как автор одного из самых красивых голов того турнира — хлёсткий удар с лёта заставил капитулировать вратаря сборной Дании. После чемпионата Дарио перешёл в немецкий «Шальке 04», где успешно выступал на протяжении шести лет.
Со сборной Уругвая Дарио Родригес также принял участие в Кубах Америки 2004 (третье место) и 2007 годов (4-е место). Также он был капитаном сборной. По количеству проведённых матчей за сборную (51) Дарио Родригес занимает 18-е место в истории «Селесте».
В 2008 году Родригес вернулся в «Пеньяроль». После ухода зимой 2011 года из команды Антонио Пачеко Дарио стал основным капитаном «Пеньяроля». В 2015 году завершил карьеру футболиста. В 2016 году вошёл в тренерский штаб «Пеньяроля» под руководством Хорхе Да Сильвы.
Старший брат Дарио — Эктор Родригес Пенья — также был футболистом, участник двух Кубков Америки (1991 и 1993 годов).

## Достижения
- Чемпион Уругвая (3): 1999, 2009/10, 2012/13
- Победитель второго дивизиона Уругвая (1): 1997
- Вице-чемпион Германии (2): 2004/05, 2006/07
- Финалист Кубка Германии (1): 2005
- Обладатель Кубка немецкой лиги (1): 2005
- Финалист Кубка Либертадорес (1): 2011
- Победитель Кубка Интертото (2): 2003, 2004